# Ali Triki
Pour les articles homonymes, voir Triki.
Ali Abdessalam Triki ou Ali Abdussalam Treki (en arabe : علي التريكي), né le 10 octobre 1937 à Misrata et mort le 19 octobre 2015 au Caire, est un homme politique libyen.

## Biographie
Il exerce les fonctions de ministre des Affaires étrangères de Libye de 1976 à 1982 puis de 1984 à 1986. Il est ensuite secrétaire du bureau populaire (ambassadeur) à Paris de 1995 à 2000 puis représentant permanent de son pays auprès de l'Organisation des Nations unies de 2003 à mars 2009. En 2004, il exerce la fonction de secrétaire (ministre) aux affaires de l'Union africaine.
Le 10 juin 2009, il est élu président de la 64e session de l'Assemblée générale des Nations unies à New York et prend ses fonctions à l'ouverture de la session le 15 septembre suivant.
Après le déclenchement de la guerre civile contre le régime de Mouammar Kadhafi, Triki, qui est alors un de ses conseillers, quitte son pays en mars 2011 et se réfugie en Égypte. Il annonce démissionner de toutes ses fonctions officielles et demeure en exil au Caire jusqu'à sa mort quatre ans plus tard.